# Miguel Hidalgo y Costilla, Omealca
Miguel Hidalgo y Costilla är en ort i Mexiko.   Den ligger i kommunen Omealca och delstaten Veracruz, i den sydöstra delen av landet, 270 km öster om huvudstaden Mexico City. Miguel Hidalgo y Costilla ligger 273 meter över havet och antalet invånare är 387.
Terrängen runt Miguel Hidalgo y Costilla är huvudsakligen platt, men åt sydväst är den kuperad. Terrängen runt Miguel Hidalgo y Costilla sluttar brant österut. Runt Miguel Hidalgo y Costilla är det ganska tätbefolkat, med 100 invånare per kvadratkilometer. Närmaste större samhälle är Cuitláhuac, 10,1 km nordväst om Miguel Hidalgo y Costilla. Trakten runt Miguel Hidalgo y Costilla består till största delen av jordbruksmark.